# Ein Lied, ein Kuß, ein Mädel
Ein Lied, ein Kuß, ein Mädel (Originaltitel: The Stars Are Singing) ist ein US-amerikanisches Filmmusical aus dem Jahr 1953 von Norman Taurog mit Rosemary Clooney, Anna Maria Alberghetti und Lauritz Melchior in den Hauptrollen. Das Drehbuch basiert auf einer Originalstory von Paul Hervey Fox.

## Handlung
Als das polnische Schiff S.S. Podolski in den New Yorker Hafen einläuft, springt die fünfzehnjährige Waise Katri Walenska, die als blinde Passagierin an Bord war, ins Wasser und schwimmt ans Ufer in der Hoffnung, in Amerika die Freiheit zu finden. Mit kaum mehr als einer Adresse in der Hand sucht Katri Zuflucht bei einem alten Freund der Familie, dem Opernstar Jan Poldi. Als Katri jedoch ankommt, muss sie enttäuscht feststellen, dass Poldi ein heruntergekommener Alkoholiker ist und sich nicht an sie erinnern kann. 
Der Einwanderungsbeamte McDougall und der bösartige polnische Regierungsvertreter Ladowski machen sich auf die Suche nach Katri, die eine wundervolle Stimme hat. Unterdessen freundet sich Katri mit Poldis Nachbarn an, der Sängerin Terry Brennan, dem glücklosen texanischen Hundetrainer und Pianisten Homer Tirdell und dem Tänzer Buddy Fraser. Terry, Homer und Buddy entdecken schließlich, dass es sich bei dem jungen Mädchen um den begehrten polnischen blinden Passagier handelt, von dem mittlerweile die Presse schreibt. Doch nachdem Terry die anderen davon überzeugt hat, dass Katris Gesangstalent ihnen zu Ruhm verhelfen und ihnen den Weg zu einer erfolgreichen Bühnenkarriere ebnen wird, beschließen sie, eine Gefängnisstrafe zu riskieren und sie zu verstecken. Während Terrys liebevoller Freund, der Lehrer Dave Parish, versucht, einen legalen Weg zu finden, um Katri im Land zu behalten, nimmt Terry das Mädchen mit ins Aufnahmestudio, wo sie mehrere Aufnahmen macht. 
Terry schickt die Aufnahmen an Discjockeys im ganzen Land und versucht, den Moderator einer Talentshow im Radio davon zu überzeugen, Katri unter dem Namen „Mamie Jones“ in seiner Show auftreten zu lassen. Der lehnt Terrys Vorschlag zunächst ab, ändert jedoch später seine Meinung, als Terry droht, Katri zu einer Konkurrenzshow mitzunehmen. Katri ist in der Show ein großer Erfolg, doch unmittelbar nach ihrem Auftritt verrät sie ihren richtigen Namen, was im Studio für Aufruhr sorgt. Doch schon bald wollen Radiohörer im ganzen Land Katri verteidigen und zeigen ihre Unterstützung durch Protestmärsche und Briefe.
Als Katri erfährt, dass Poldi wegen der Beherbergung eines illegalen Einwanderers verhaftet wurde, stellt sie sich und findet sich mit ihrer unvermeidlichen Abschiebung ab. Zu ihrer Überraschung erhält Katri jedoch einen Telefonanruf von Präsident Eisenhower, der als Reaktion auf den öffentlichen Aufschrei ihren Aufenthalt in Amerika genehmigt hat.

## Hintergrund
Gedreht wurde der Film von Ende Juni bis Mitte Juli 1952 in New York (am Broadway, in Greenwich Village und auf dem Washington Produce Market).
Der Film war das Leinwanddebüt der Sängerin Rosemary Clooney.
Henry Bumstead und Hal Pereira oblag die künstlerische Leitung. Sam Comer und Ray Moyer waren für das Szenenbild zuständig, Edith Head für die Kostüme, Wally Westmore für das Maskenbild. Farciot Edouart und Gordon Jennings schufen die visuellen Effekte. Loyal Griggs führte die Kamera der Second Unit.

## Musik
Folgende Songs wurden im Film gespielt:
- My Kind O’ Day, Haven't Got a Worry, I Do! I Do! I Do!, Woof, Lovely Weather for Ducks und My Heart Is Home von Jay Livingston und Ray Evans
- Come On-A My House von Ross Bagdasarian und William Saroyan
- Because von Guy d’Hardelot und Edward Teschemacher

Hinzu kamen folgende Arien:
- Ah, fors’è lui che l’anima aus der Oper La traviata von Giuseppe Verdi, Libretto von Francesco Maria Piave
- Una voce poco fa aus der Oper Il barbiere di Siviglia von Gioachino Rossini, Libretto von Cesare Sterbini
- Vesti la giubba aus der Oper Pagliacci von Ruggero Leoncavallo
- Wahnsinnsszene aus der Oper Lucia di Lammermoor von Gaetano Donizetti, Libretto von Salvadore Cammarano

## Veröffentlichung
Die Premiere des Films fand am 10. März 1953 in New York statt. In der Bundesrepublik Deutschland kam er am 28. Mai 1954 in die Kinos.

## Kritiken
Bosley Crowther von der The New York Times befand, der Film sei Geschwätz der rücksichtslosesten und einfallslosesten Art – eine Handlung, die mit Musiknummern und Humor zusammengehalten wird, den man für Klebstoff halten könnte.
Das Lexikon des internationalen Films schrieb: „Unterhaltsamer als die süßliche Rahmenhandlung sind die Songs, die Tänze und - ein wirklich komischer Hund.“